# Phillis Wheatley
Phillis Wheatley (1753 i Gambia-1784 i Boston) var den første afroamerikanske forfatter, der opnåede international anerkendelse. 

Hun skrev primært digte. 

## Barndom
Wheatley blev indfanget af slavejægere og transporteret til USA, hvor hun 7 år gammel blev solgt som slave. Hun blev købt af en familie i Boston. Familiens datter lærte Wheatley at tale, læse og skrive engelsk. Hun viste sig at have et exceptionelt talent for sprog og en skarp intelligens. Da Wheatley var 12 år talte og læste hun uden besvær både latin og græsk Familien besluttede at fritage hende fra huslige pligter og lade hende uddanne sig i stedet. Hun begyndte allerede som ung selv at skrive litteratur, primært lyrik. 

## Senere liv
Wheatley blev sendt til London som 20-årig. Her afholdt hun adskillige oplæsninger og mødte blandt andet Londons borgmester. Samme år besluttede familien at frigive hende, så hun ikke længere var slave. Herefter begyndte hun at udgive sine bøger og vandt stor anerkendelse. Hun døde i barselsseng som 31-årig.